# Phytometra hoffmanni
Phytometra hoffmanni är en fjärilsart som beskrevs av Otto Staudinger 1915. Phytometra hoffmanni ingår i släktet Phytometra och familjen nattflyn. Inga underarter finns listade i Catalogue of Life.